# Govenia purpusii
Govenia purpusii är en orkidéart som beskrevs av Rudolf Schlechter. Govenia purpusii ingår i släktet Govenia och familjen orkidéer. Inga underarter finns listade i Catalogue of Life.